# 伊努克提圖特語

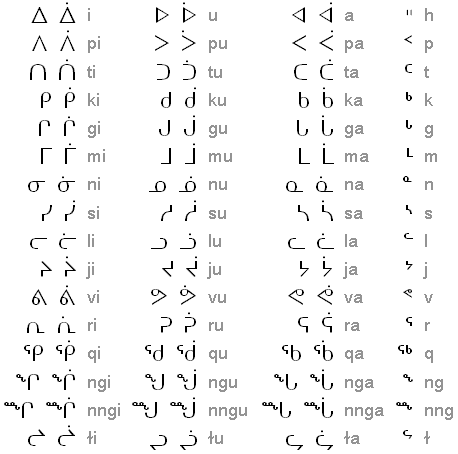
因紐特音節文字

伊努克提图特語，或译作因纽特语、因努伊特语、东加拿大伊努克提图特语（發音：[inuktiˈtut]；来自 inuk，“人” + , “以……的方式”），是靠近北极地区的因纽特人使用的语言，也是加拿大主要使用的因纽特语之一。北美洲林木线以北的所有地区均有人使用，分布在加拿大北部、美国阿拉斯加北部以及格陵兰岛等地。它是使用加拿大原住民音节文字书写的语言之一。
该语言与伊努因纳克通语一起被识别为加拿大努纳武特地区的官方语言，这两种语言被统称为伊努克图特语。此外，它也被公认为是西北地区的八种官方原住民语言之一。伊努克提图特语在魁北克省的努纳维克也得到法律承认，这在一定程度上归功于《詹姆斯湾与北魁北克协议》；此外，在魁北克的《法语宪章》中，该语言也被定为当地因纽特学区的官方教学语言。在与加拿大、纽芬兰和拉布拉多政府的协议得到批准后，该语言在努纳齐亚福特（拉布拉多的因纽特人聚居区）也得到了一些认可。2016年加拿大人口普查报告称，有70540人认为自己是因纽特人，其中37570人自称伊努克提图特语是他们的母语。
“伊努克提图特语”也是一种宏语言。在作为宏语言时，它还包括伊努维亚卢克通语，因而这几乎囊括了加拿大所有的因纽特语方言。但是，加拿大统计局将人口普查种所有因纽克语族语言皆列为伊努克图特语。

## 历史

### 在加拿大学校系统中
在接触欧洲人之前，因纽特人通过言传身教学习语言。伊努克提图特语为他们提供了描述传统习俗和自然特征所需的所有词汇。到这个时期，该语言只是一种口头语言。殖民主义将欧洲的学校教育体系带到了加拿大。圣公宗和罗马天主教会的传教士是第一批在学校为因纽特人提供正规教育的人。教师使用伊努克提图特语进行教学，并开发了书写系统。
1928年，第一所因纽特人寄宿学校开办，英语成为教学语言。随着政府对北部的利益逐渐增加，因纽特人的教育被接管。二战后，英语成为所有领域的交流语言。官员们对因纽特人不能使用英语交流就难以找到工作表示担忧。因纽特人被要求在学校、办公室甚至其他活动场所使用英语。而因纽特人自己将伊努克提图特语视为表达感情、联系身份的方式，而将英语视为赚钱的工具。
20世纪60年代，欧洲裔对伊努克提图特语的态度开始转变。因纽特语开始被视为一种值得保留的语言，有人认为，在学校的最初几年，应当用母语传授知识。这引发了双语学校的建立。1969年，大部分因纽特人投票决定取消联邦学校，取而代之的则是新魁北克总司的计划。课程由伊努克提图特语、英语和法语教授。

### 立法
伊努克提图特语于1984年成为西北地区的官方语言之一。其地位在《西北地区官方语言法》中得到保障。1999年努纳武特地区从其中析出后，这两个地区都保留了《语言法》。拉布拉多的努纳齐亚福特自治区在2005年成立是将伊努克提图特语作为政府语言。在努纳维克，《詹姆斯湾与北魁北克协议》在教育系统中承认伊努克提图特语。

## 语言和方言
伊努克提图特语和阿留申语相邻，两种语言有一定的亲缘关系，同属爱斯基摩－阿留申语系，但不能互通。

### 努纳武特地区
努纳武特地区的基本法列出了四种官方语言：英语、法语、伊努克提图特语和伊努克图特语。在国家政策中，伊努克提图特语和因纽克图恩语在多大程度上可视为两种不同的语言是模棱两可的。
努纳武特地区约有24000名因纽特人，其中80%以上说伊努克提图特语。这包括3500名被报告为单语者的人。2001年的人口普查数据显示，虽然年轻人的伊努克提图特语使用率低于老年人，但其在整个加拿大的使用率已经停止下降，甚至在努纳武特地区有所增加。
南巴芬方言（Qikiqtaaluk nigiani, ）使用于巴芬岛南部，包括该地首府伊卡卢伊特。近些年来，由于大量的伊努克提图特语媒体都起源于伊卡卢伊特，南巴芬方言成为一种更为广泛流传的方言。一些语言学家还将东巴芬方言与南巴芬方言或北巴芬方言区分开来，前者是一种伊努维亚卢特方言。
截至2000年代初，努纳武特已经在其教育体系中逐步实施幼儿、小学和中学阶段的沉浸式课程，以进一步保护和推广伊努克提图特语。截至2012年，“伊卡卢伊特的伊努克提图特语培训中心 Pirurvik 有了一个新的目标：培养来自努纳武特社群的教师，让他们在回家后以不同的方式及其自己的方言教授伊努克提图特语。”

### 努纳维克
魁北克大约有15800名因纽特人，他们几乎都住在努纳维克。根据2021年的人口普查。80.9%的魁北克因纽特人说伊努克提图特语。
努纳维克方言（Nunavimmiutitut, ᓄᓇᕕᒻᒥᐅᑎᑐᑦ）与南巴芬方言较为接近，但并不完全相同。由于努纳维克和努纳武特之间的行政和地理边界，努纳维克的政府和教育机构与其他讲伊努克提图特语的地区分离开来，致使当地形成了独特的标准化方言。在努纳维克方言中，伊努克提图特语被称作ᐃᓄᑦᑎᑐᑦ。这种方言有时也被称作Tarramiutut或Taqramiutut（ᑕᕐᕋᒥᐅᑐᑦ或ᑕᖅᕐᕋᒥᐅᑐᑦ）。
该地区的次方言有Tarrarmiut和Itivimuit。后者与魁北克省的伊努克尤阿克相关，该地区有一条名为Itivimuit的河。

### 拉布拉多
努纳齐亚福特方言（Nunatsiavummiutut, ᓄᓇᑦᓯᐊᕗᒻᒥᐅᑐᑦ），或官方文件中所称的拉布拉多方言，曾被用于拉布拉多北部。其拥有一个独特的书写系统，由18世纪60年代的摩拉维亚教会的德国传教士开发。由于有着独特的书写系统，且与其他因纽特社群地理隔离，这种方言有了独特的文学传统，成为了一种独特的方言。努纳齐亚福特人称他们的语言为伊努图特语（ᐃᓄᑦᑐᑦ）。
尽管努纳齐亚福特声称该地有4000多名因纽特后裔居民，但在2001年的人口普查中，只有550人被报告称他们的母语是伊努克提图特语，其中大部分居住在内恩镇。伊努克提图特语在拉布拉多严重濒危。
努纳齐亚福特还有一种单独的方言，据称更接近于里戈雷周围使用的西部伊努克提图特语方言。根据新闻报道，1999年，只有三位老人还在讲这种方言。

### 格陵兰
尽管常被认为是格陵兰语的方言，但伊努克图恩语或称极地爱斯基摩语是近代从加拿大北部的极地地区传播至格陵兰的，最晚可能于18世纪到达。

## 音系
伊努克提图特语的东部方言有15个辅音和3个元音（可以是长元音或短元音）。辅音有六种调音部位：双唇、唇齿、齿龈、硬腭、软腭和小舌；以及三种调音方式：清塞音、浊通音和鼻音，此外还有两种附加的轻擦音。Natsalingmiutut方言有一个额外的辅音/ɟ/，这是原始因纽特语中卷舌音的残留。伊努因纳克通语少了一个辅音，因为/s/和/ɬ/已经合并到/h/。伊努克提图特语的所有方言都只有三个基本元音，这三个元音都有着长短对立。在努纳武特标准罗马正字法（Inuujingajut）中，长元音写成双元音。
|                |    | IPA  | Inuujingajut | 注释                                  |
| -------------- | -- | ---- | ------------ | ------------------------------------- |
| 开前不圆唇元音 | 短 | /a/  | a            |                                       |
| 开前不圆唇元音 | 长 | /aː/ | aa           |                                       |
| 开闭不圆唇元音 | 短 | /i/  | i            | 在小舌音[ʁ]和[q]之前，短音i发[e]或[ɛ] |
| 开闭不圆唇元音 | 长 | /iː/ | ii           |                                       |
| 后闭不圆唇元音 | 短 | /u/  | u            | 在小舌音[ʁ]和[q]之前，短音u发[o]或[ɔ] |
| 后闭不圆唇元音 | 长 | /uː/ | uu           |                                       |

|      |        | 唇音 | 舌冠音 | 硬腭音 | 软腭音 | 软腭音 | 小舌音 | 声门化辅音 |
| ---- | ------ | ---- | ------ | ------ | ------ | ------ | ------ | ---------- |
| 鼻音 | 鼻音   | m    | n      |        | ŋ      | ŋ      |        |            |
| 塞音 | 塞音   | p    | t      | ɟ      | k      | ɡ      | q      |            |
| 擦音 | 不送气 | v    | s      |        | k      | ɡ      | ʁ      | h          |
| 擦音 | 边音   |      | ɬ      |        |        |        |        |            |
| 近音 | 近音   |      | l      | j      |        |        |        |            |

1. ↑  许多方言中不存在浊硬腭塞音，也没有单独的字母用以表记。如果需要区分/j/和/ɟ/，则用r̂表示。
2. ↑  在Sallirmiutun（英语：Sallirmiutun）方言中，k始终发擦音/x/。在其他方言中，元音之间或元音与近音之间可能发擦音。
3. ↑  在Sallirmiutun（英语：Sallirmiutun）方言中，g始终发擦音/ɣ/。在其他方言中，元音之间或元音与近音之间可能发擦音。
4. ↑  在鼻音之前，/ʁ/被同化为[ɴ]。
5. ↑  在Kivallirmiutut和Natsilingmiutut方言中，/h/取代了/s/；在伊努因纳克通语中，/h/取代了/s/和/ɬ/。

就像许多其他语言一样，和许多清塞音都是不送气的。清小舌塞音通常写作q，但有时也写作r。清边擦音拉丁化为ɬ，但往往写作&，或简写为l。
/ŋ/被拼写为ng，延长的/ŋ/拼写为nng。

## 语法
同其他的爱斯基摩—阿留申语系语言一样，伊努克提图特语有着非常丰富的词法学系统。一个词根后可以添加一系列不同的语素，用以表示在英语等其他语言中需要多个词才能表达的事物。（另见黏着语和多式综合语。）所有单词都以词根语素开头，其他语素作为词根的后缀。伊努克提图特语有数百个不同的后缀，而在某些方言中则多达700个。但是，这些后缀是高度规则的，没有像英语和其他印欧语系语言那样的例外，尽管它们有时很复杂。
一个伊努克提图特语词汇的例子是qangatasuukkuvimmuuriaqalaaqtunga (ᖃᖓᑕᓲᒃᑯᕕᒻᒨᕆᐊᖃᓛᖅᑐᖓ)，意为“我必须去机场”：
| 语素 | 语素           | 语义                                   | 词法音位学变化 |
| ---- | -------------- | -------------------------------------- | -------------- |
|      | 动词词根       | 在空中升起/被举起                      |                |
|      | 动词转名词后缀 | 习惯性做某个动作的人/物； 因此意为飞机 | 删去-q         |
|      | 名词转动词后缀 | 集合                                   | 删去-t         |
|      | 名词转名词后缀 | 巨大的； 因此意为机场                  | -k变为-m       |
|      | 名词词尾       | 与格单数，相当于英语的"to"             | -t+a变为-u     |
|      | 名词转动词后缀 | 到达一个地方；去                       | 删去-q+ja      |
|      | 动词转名词后缀 | 做某事的义务                           | 删去-q         |
|      | 名词转动词后缀 | 拥有                                   | 删去-q         |
|      | 动词转动词后缀 | 将来时标志，将要                       | -q+j变为-q+t   |
|      | 动词词尾       | 第一人称单数分词，我                   |                |

## 书写系统

### 拉丁字母
努纳武特西部以及西北地区的伊努克提图特语使用拉丁字母拼写，这种拼写方案通常被称为因纽纳克图恩（以当地方言命名）或Qaliujaaqpait。这种方案反映了19世纪末20世纪初到达该地区的传教士的倾向。
摩拉维亚传教士的目的是向因纽特人介绍基督教和《圣经》。18世纪60年代，他们为创制格陵兰的基于拉丁字母的因纽特字母做出了贡献。（这套书写系统的特点是包括了字母ĸ。）他们后来在1800年代前往拉布拉多，并将因纽特字母带到了那里。
阿拉斯加尤皮克人和因纽皮雅特人（他们还开发了自己的音节文字）以及西伯利亚尤皮克人也采用了拉丁字母。

### 伊努克提图特语音节文字
努纳武特和努纳维克的大多数伊努克提图特语都使用基于加拿大原住民音节文字的伊努克提图特语音节文字。
这种方案是传教士向克里人传教时创制的。19世纪60年代，传教士将该方案传入加拿大东部因纽特人。库加鲁克和巴芬岛北部的内齐利克因纽特人在20世纪20年代也采用了此方案。
经过八年的工作，在加因纽特人团结机构于2019年9月为所有的伊努克提图特语变种创制了一种名为伊努克提图特Qaliujaaqpait的统一正写法。该方案基于没有变音符号的拉丁字母。其由因纽特人开发，可供任何地区任何方言的使用者使用，并且可以使用qwert布局的键盘在电子设备上打字。此方案不会取代音节字母，也不会要求人们停止使用他们熟悉的书写系统，实施计划由各地区自行制定，该方案包括ff、ch、rh等字母，这些字母代表的发音存在于某些方言中，但在音节文字中没有标准对应项。它建立了标准字母表，但没有建立拼写和语法规则。在该方案中，长元音以双写字母表记（例如aa、ii、uu）。撇号用于代表元音后的声门塞音（如），或将n与ng（如）或r与rh（如）分开。
| IPA | Consonant | a    | i    | u    |
| --- | --------- | ---- | ---- | ---- |
| p   | p         | pa   | pi   | pu   |
| t   | t         | ta   | ti   | tu   |
| k   | k         | ka   | ki   | ku   |
| q   | q         | qa   | qi   | qu   |
| s   | s         | sa   | si   | su   |
| ɬ   | hl        | hla  | hli  | hlu  |
| ʂ   | shr       | shra | shri | shru |
| h   | h         | ha   | hi   | hu   |
| v   | v         | va   | vi   | vu   |
| l   | l         | la   | li   | lu   |
| ɟ   | rh        | rha  | rhi  | rhu  |
| j   | j         | ja   | ji   | ju   |
| g   | g         | ga   | gi   | gu   |
| ʁ   | r         | ra   | ri   | ru   |
| m   | m         | ma   | mi   | mu   |
| n   | n         | na   | ni   | nu   |
| ŋ   | ng        | nga  | ngi  | ngu  |
| ŋŋ  | nng       | nnga | nngi | nngu |
| ʔ   | '         | a'   | i'   | u'   |

用于书写伊努克提图特语的音节字母表。长元音由带点的额外字符表示；在拉丁转写中，则转写为两个元音字母。

2012年4月，随着《旧约》的完成，第一本由母语人士翻译的完整的因纽特语《圣经》出版了。
因纽特语著名的文学作品有Markoosie Patsauq的小说《猎人的鱼叉》和Mitiarjuk Nappaaluk的小说《Sanaaq》。

### 加拿大音节字母
加拿大使用的伊努克提图特语音节字母以传教士詹姆斯·埃文斯设计的克里语音节字母为基础。现行的伊努克提图特语音节字母由加拿大因纽特文化研究所与20世纪70年代采用。阿拉斯加的因纽特人、伊努维亚卢特人、伊努因纳克通语使用者，以及格陵兰和拉布拉多的因纽特人则使用拉丁字母。
尽管被称作音节字母，但一些观察者将其归类为元音附标文字，因为该系统中以相同辅音开头的音节具有相关的字形。
伊努克提图特语音节字母的所有字符都可以在Unicode的统一加拿大原住民音节文字区段找到。加拿大的努纳武特地区政府开发了用于计算机显示器的TrueType字体，分别名为Pigiarniq (ᐱᒋᐊᕐᓂᖅ [pi.ɡi.aʁ.ˈniq])、Uqammaq (ᐅᖃᒻᒪᖅ [u.qam.maq])、Euphemia  (ᐅᕓᒥᐊ [u.vai.mi.a])。这些字体由总部位于温哥华的Tiro Typeworks设计。苹果公司的Mac电脑的键盘语言选项中包括伊努克提图特语输入法编辑器。Linux发行版则为Inupiaq、Kallallisut和伊努克提图特语提供区域设置和语言支持。

### 盲文
2012年，英联邦盲文和有声书合作组织盲文研究与开发总管Tamara Kearney为伊努克提图特语音节字母开发了盲文代码。该代码基于音节字母的方向。liblouis Braille翻译系统包含伊努克提图特语翻译表，可以将UTF-8和UTF-16编码的字符机翻为盲文。《孤儿与北极熊》（ᐃᓕᐊᕐᔪᒃ ᓇᓄᕐᓗ）一书是第一部被翻译为盲文的作品，位于努纳武特地区贝克莱克的图书馆藏有一本。

## 延伸閱讀
- Allen, Shanley. Aspects of Argument Structure Acquisition in Inuktitut. Language acquisition & language disorders, v. 13. Philadelphia: John Benjamins Pub, 1996. ISBN 1-55619-776-4
- Balt, Peter. Inuktitut Affixes. Rankin Inlet? N.W.T.: s.n, 1978.
- Fortescue, Michael, Steven Jacobson, and Lawrence Kaplan. Comparative Eskimo Dictionary with Aleut Cognates – second edition. Fairbanks: University of Alaska Press, 2011. ISBN 1555001092.
- Kalmar, Ivan. Case and Context in Inuktitut (Eskimo). Mercury series. Ottawa: National Museums of Canada, 1979.
- Nowak, Elke. Transforming the Images Ergativity and Transitivity in Inuktitut (Eskimo). Empirical approaches to language typology, 15. New York: Mouton de Gruyter, 1996. ISBN 3-11-014980-X
- Schneider, Lucien. Ulirnaisigutiit An Inuktitut–English Dictionary of Northern Québec, Labrador, and Eastern Arctic Dialects (with an English-Inuktitut Index). Québec: Les Presses de l'Université Laval, 1985.
- Spalding, Alex, and Thomas Kusugaq. Inuktitut A Multi-Dialectal Outline Dictionary (with an Aivilingmiutaq Base). Iqaluit, NT: Nunavut Arctic College, 1998. ISBN 1-896204-29-5
- Swift, Mary D. Time in Child Inuktitut A Developmental Study of an Eskimo–Aleut Language （页面存档备份，存于）. Studies on language acquisition, 24. Berlin: M. de Gruyter, 2004. ISBN 3-11-018120-7
- Thibert, Arthur. Eskimo–English, English–Eskimo Dictionary = Inuktitut–English, English–Inuktitut Dictionary. Ottawa: Laurier Books, 1997. ISBN 1-895959-12-8

## 外部連結

### 伊努克提圖特語詞典
- Inuktitut – English Dictionary
- Nunavut Living Dictionary
- Inuktitut Morphology ListPDF（133 KB）

### 伊努克提图特语网页
- A Brief History of Inuktitut Writing Culture
- Inuktitut Syllabarium (Languagegeek)（页面存档备份，存于）